# Кавай (Івате)
Кавай (яп. 川井村, かわいむら, каваі мура ) — село в Японії, у центрально-східній частині префектури Івате. 1 січня 2010 увійшло до складу міста Міяко.